# Ernst Gottlieb von Steudel
Ernst Gottlieb von Steudel (Esslingen, Baden-Württemberg, 30 de maig del 1783 - Mannheim, 12 de maig del 1856) va ser un metge i botànic alemany que s'especialitzà en les herbes.

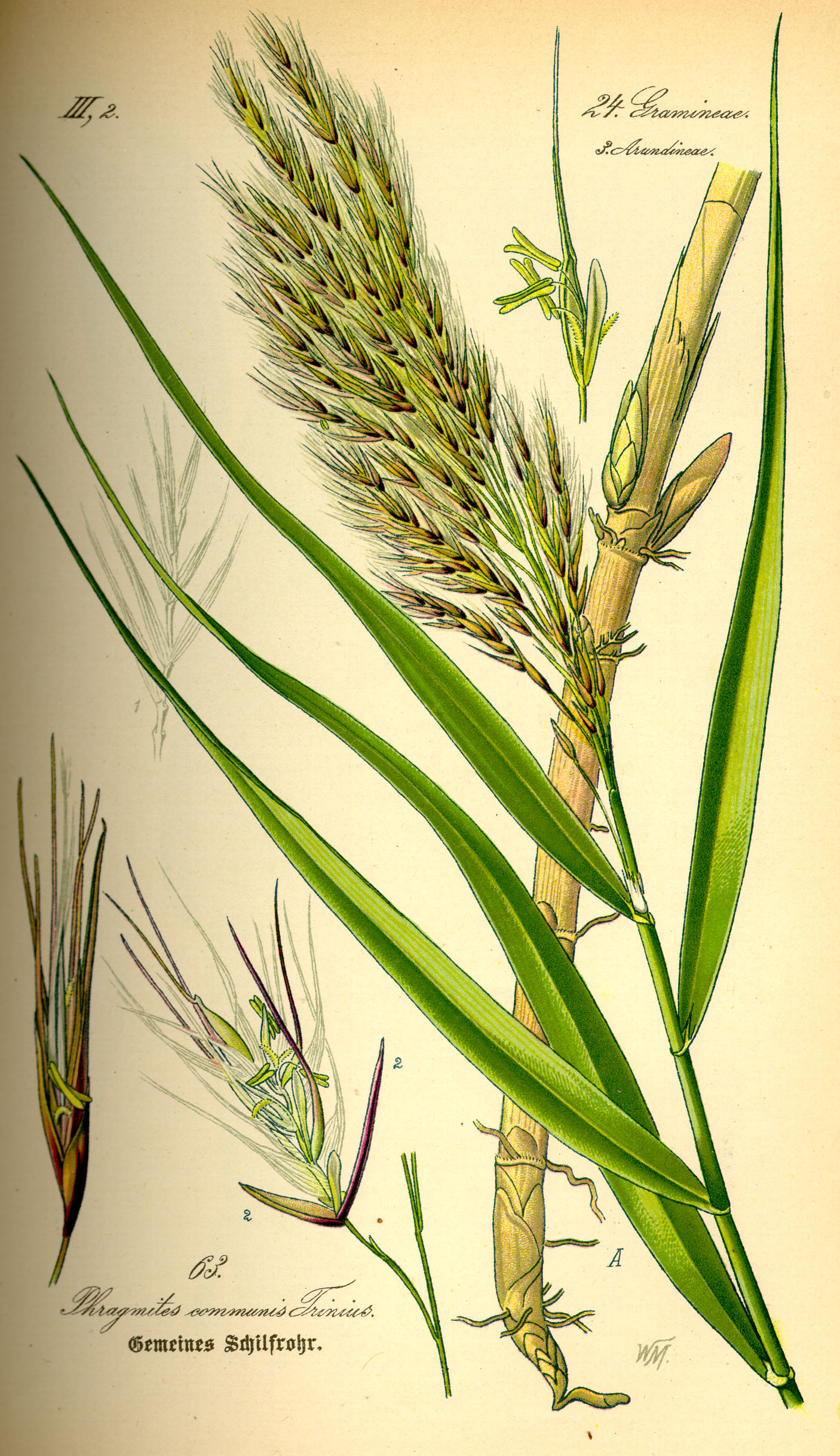
Phragmites australis

## Biografia
El 1801 estudià Medicina i Ciències Naturals a la universitat de Tubinga, i s'hi doctorà el 1805. Després d'una estada a Suïssa, a Viena i a Halle, tornà a Esslingen, on començà a exercir la medicina i, poc després, hi fou nomenat Oberamts-Tierarztes, un càrrec mèdic públic. A banda de la seva activitat professional, es dedicà profundament a la botànica: en publicà diverses obres, i en la segona edició del Nomenclator botanicus recollí alfabèticament 6.722 gèneres i 78.005 espècies vegetals. També va ser autor d'escrits mèdics.
En la seva Esslingen natal organitzà, conjuntament amb el també botànic Christian Ferdinand Friedrich Hochstetter la "Württembergischen naturhistorischen Reiseverein", i amb aquest mateix científic publicà un estudi de la flora d'Alemanya i Suïssa, Enumeratio plantarun Germaniae.... Hom anomenà els gèneres Steudelia C.Presl (família Molluginaceae) i Steudelella (Honda, 1930) en honor seu.

## Obres
- Nomenclator botanicus enumerans ordine alphabetico nomina atque synonyma tum generica tum specifica et a Linnaeo et recentioribus de re botanica scriptoribus plantis phanerogamis imposita Stuttgardiae & Tubingae, 1821-1824 (2a edició molt ampliada, Stuttgartiae et Tubingae, 1840-1841)
- E.G. Steudel, C.F.F.Hochstetter Enumeratio plantarum germaniae helvetiaeque indigenarum seu Prodromus, quem synopsin plantarum Germaniae Helvetiaeque edituri botanophilisque adjuvandam commendantes Stuttgardiae: Cotta, 1826
- Darstellung einer Frieselfieber-Epidemie, welche in Eßlingen und der Umgegend zu Anfang des Jahrs 1831 herrschte, mit einer kurzen Beschreibung einiger ähnlichen Epidemieen in Würtemberg, einer Vergleichung derselben untereinander, ihrem Verhältniß zu dem Scharlachfieber und zu der ostindischen Cholera Eßlingen: J. M. Seeger, 1831
- E.G.Steudel, Hellmuth Steudel Über Wasserheil-Anstalten und ihr Verhältniss zu den Mineralquellen und Bädern Esslingen: Dannheimer, 1842
- Altbau und Neubau des Medicinal-Wesens in Württemberg ... dargest. f. Aerzte u. Nicht-Aerzte Eßlingen: Dannheimer, 1849
- Glumacearum plantarum sinopsis 1855 (pensada en 11 volums, n'aparegueren dos fascicles amb les ciperàcies, poàcies i juncàcies)